# Немстув (Нижньосілезьке воєводство)
Немстув (пол. Niemstów, нім. Herzogswaldau) — село в Польщі, у гміні Любін Любінського повіту Нижньосілезького воєводства.
Населення — 894 особи (2011).
У 1975-1998 роках село належало до Легницького воєводства.

## Демографія
Демографічна структура станом на 31 березня 2011 року:
|          | Загалом | Допрацездатний вік | Працездатний вік | Постпрацездатний вік |
| -------- | ------- | ------------------ | ---------------- | -------------------- |
| Чоловіки | 456     | 100                | 329              | 27                   |
| Жінки    | 438     | 87                 | 268              | 83                   |
| Разом    | 894     | 187                | 597              | 110                  |